# ハニーフィー・ロヒンギャ文字
ハニーフィー・ロヒンギャ文字または単にロヒンギャ文字は、ロヒンギャ語を表記するために1980年代に考案された文字。
見ためはアラビア文字に似ており、右から左に続け書きされるが、他の文字体系とは直接の関係はなく、母音を表記するアルファベットである。

## 概要
ロヒンギャ語はインド・アーリア語派の東部語群に属し、ベンガル語やアッサム語に近い。約100万人がミャンマーに、20万人がバングラデシュに住むほか、亡命者が世界各地に分布する。ロヒンギャ文字のほかに、ビルマ文字、アラビア文字、ラテン文字の3種類の文字によって表記される。
ロヒンギャ文字は1980年代にムハンマド・ハニーフを主としてロヒンギャ語委員会によって考案された。ほかの文字から派生したわけではないが、文字の構造や見ためにアラビア語のはっきりした影響が見られる。いくつかの文字はラテン文字やビルマ文字に影響されている。
基本的な子音字は28文字ある（ゼロ子音や、二重母音の/-j, -w/を表す文字を含む）。5種類の母音を表わす記号（a i u e o）は文字に似ていて、先行する子音の後ろに書かれる。3種類の声調記号（短高、長昇、長降）を母音記号の上に加えることができる。ほかに鼻母音を表わす記号（母音に後続して書かれる）やアラビア文字のシャッダに似た長子音記号（通常子音字の上に書かれる）がある。
独自の数字があり、左から右に書かれる。記号は現代アラビア語と同じものを使用する。

## Unicode
2018年のUnicodeバージョン11.0で、追加多言語面のU+10D00からU+10D3Fまでにハニーフィー・ロヒンギャ文字のためのブロックが追加された。
| Hanifi Rohingya |   |   |   |   |   |   |   |   |   |   |   |   |   |   |   |   |
|                 | 0 | 1 | 2 | 3 | 4 | 5 | 6 | 7 | 8 | 9 | A | B | C | D | E | F |
| U+10D0x         | 𐴀 | 𐴁 | 𐴂 | 𐴃 | 𐴄 | 𐴅 | 𐴆 | 𐴇 | 𐴈 | 𐴉 | 𐴊 | 𐴋 | 𐴌 | 𐴍 | 𐴎 | 𐴏 |
| U+10D1x         | 𐴐 | 𐴑 | 𐴒 | 𐴓 | 𐴔 | 𐴕 | 𐴖 | 𐴗 | 𐴘 | 𐴙 | 𐴚 | 𐴛 | 𐴜 | 𐴝 | 𐴞 | 𐴟 |
| U+10D2x         | 𐴠 | 𐴡 | 𐴢 | 𐴣 | 𐴤  | 𐴥  | 𐴦  | 𐴧  |   |   |   |   |   |   |   |   |
| U+10D3x         | 𐴰 | 𐴱 | 𐴲 | 𐴳 | 𐴴 | 𐴵 | 𐴶 | 𐴷 | 𐴸 | 𐴹 |   |   |   |   |   |   |